# Ostrów, Tỉnh West Pomeranian
Ostrów [ˈɔstruf] (tiếng Đức: Idaswalde) là một khu định cư ở khu hành chính của Gmina Chojna, thuộc quận Gryfino, West Pomeranian Voivodeship, ở phía tây bắc Ba Lan, gần biên giới Đức. Nó nằm khoảng 8 kilômét (5 mi) phía tây nam Chojna, 37 km (23 mi)     phía nam Gryfino và 56 km (35 mi) phía nam thủ đô khu vực Szczecin.
Trước năm 1945, khu vực này là một phần của Đức. Đối với lịch sử của khu vực, xem Lịch sử của Pomerania.
Khu định cư có dân số 4 người.